# Borchgrevink Glacier
Borchgrevink Glacier är en glaciär i Antarktis. Den ligger i Östantarktis. Nya Zeeland gör anspråk på området. Borchgrevink Glacier ligger 105 meter över havet.
Terrängen runt Borchgrevink Glacier är varierad. Trakten är obefolkad. Det finns inga samhällen i närheten.